# Hartmannswiller
Hartmannswiller (en dialecte alsacien : Hăbschwillr) est une commune française située dans l'aire d'attraction de Mulhouse et faisant partie de la collectivité européenne d'Alsace (circonscription administrative du Haut-Rhin), en région Grand Est.
Cette commune se trouve dans la région historique et culturelle d'Alsace. Les habitants sont les Hartmannswillerois.

## Géographie
Hartmannswiller est située entre le vignoble et les vergers, au pied du Hartmannswillerkopf (« Vieil Armand »), son majestueux protecteur.
Guebwiller est à 6 km, Thann à 14 km et Mulhouse à 20 km.
|            | Wuenheim        | Soultz-Haut-Rhin |
|            | Hartmannswiller | Bollwiller       |
| Wattwiller |                 | Berrwiller       |

### Hydrographie

#### Réseau hydrographique
La commune est dans le bassin versant du Rhin au sein du bassin Rhin-Meuse. Elle est drainée par le Fridolinsbach,.

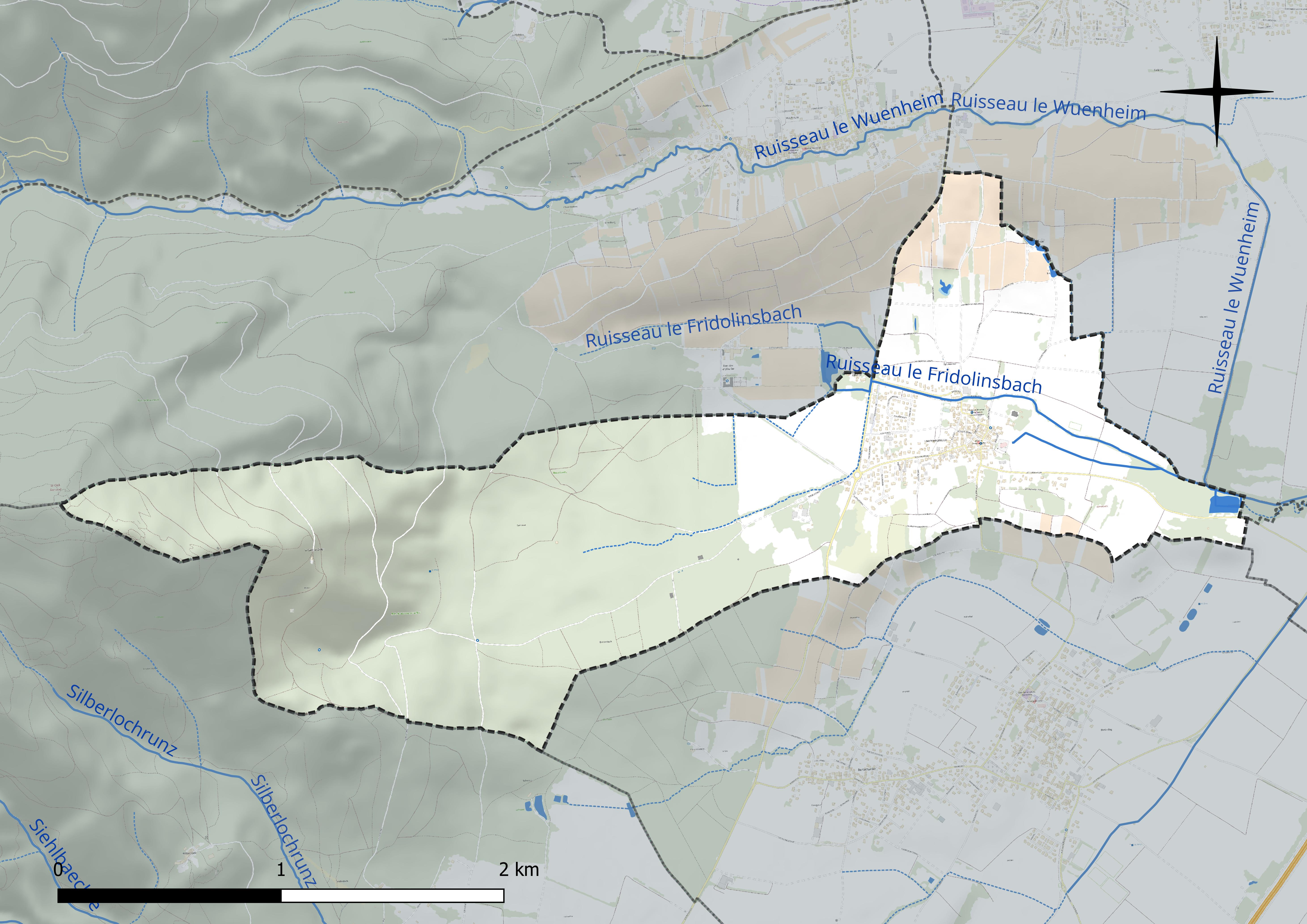
Réseau hydrographique de Hartmannswiller.

#### Gestion et qualité des eaux
Le territoire communal est couvert par le schéma d'aménagement et de gestion des eaux (SAGE) « Lauch ». Ce document de planification concerne les bassins versants de la Lauch, de l’Ohmbach et du Rimbach, dont le territoire s'étend sur 358 km2. Le périmètre a été arrêté le 7 mars 2013 et le SAGE proprement dit a été approuvé le 15 janvier 2020. La structure porteuse de l'élaboration et de la mise en œuvre est le syndicat mixte « Rivières de Haute-Alsace ». 
La qualité des cours d’eau peut être consultée sur un site dédié géré par les agences de l’eau et l’Agence française pour la biodiversité. 

### Climat
Pour des articles plus généraux, voir Climat du Grand Est et Climat du Haut-Rhin.
En 2010, le climat de la commune est de type climat des marges montargnardes, selon une étude du Centre national de la recherche scientifique s'appuyant sur une série de données couvrant la période 1971-2000. En 2020, Météo-France publie une typologie des climats de la France métropolitaine dans laquelle la commune est exposée à un climat semi-continental et est dans la région climatique  Vosges, caractérisée par une pluviométrie très élevée (1 500 à 2 000 mm/an) en toutes saisons et un hiver rude (moins de 1 °C). 
Pour la période 1971-2000, la température annuelle moyenne est de 10,2 °C, avec une amplitude thermique annuelle de 17,2 °C. Le cumul annuel moyen de précipitations est de 715 mm, avec 9,4 jours de précipitations en janvier et 9,1 jours en juillet. Pour la période 1991-2020, la température moyenne annuelle observée sur la station météorologique de Météo-France la plus proche, « Guebwiller », sur la commune de Guebwiller à 5 km à vol d'oiseau, est de 11,4 °C et le cumul annuel moyen de précipitations est de 919,6 mm. 
La température maximale relevée sur cette station est de 39,9 °C, atteinte le 13 août 2003 ; la température minimale est de −16,3 °C, atteinte le 20 décembre 2009,,. 
Les paramètres climatiques de la commune ont été estimés pour le milieu du siècle (2041-2070) selon différents scénarios d'émission de gaz à effet de serre à partir des nouvelles projections climatiques de référence DRIAS-2020. Ils sont consultables sur un site dédié publié par Météo-France en novembre 2022.

## Urbanisme

### Typologie
Au 1er janvier 2024, Hartmannswiller est catégorisée bourg rural, selon la nouvelle grille communale de densité à sept niveaux définie par l'Insee en 2022.
Elle est située hors unité urbaine. Par ailleurs la commune fait partie de l'aire d'attraction de Mulhouse, dont elle est une commune de la couronne,. Cette aire, qui regroupe 132 communes, est catégorisée dans les aires de 200 000 à moins de 700 000 habitants,.

### Occupation des sols
L'occupation des sols de la commune, telle qu'elle ressort de la base de données européenne d’occupation biophysique des sols Corine Land Cover (CLC), est marquée par l'importance des forêts et milieux semi-naturels (58,3 % en 2018), une proportion identique à celle de 1990 (58,3 %). La répartition détaillée en 2018 est la suivante : 
forêts (58,3 %), zones agricoles hétérogènes (19,5 %), terres arables (13,6 %), zones urbanisées (5,9 %), cultures permanentes (2,6 %). L'évolution de l’occupation des sols de la commune et de ses infrastructures peut être observée sur les différentes représentations cartographiques du territoire : la carte de Cassini (XVIIIe siècle), la carte d'état-major (1820-1866) et les cartes ou photos aériennes de l'IGN pour la période actuelle (1950 à aujourd'hui).

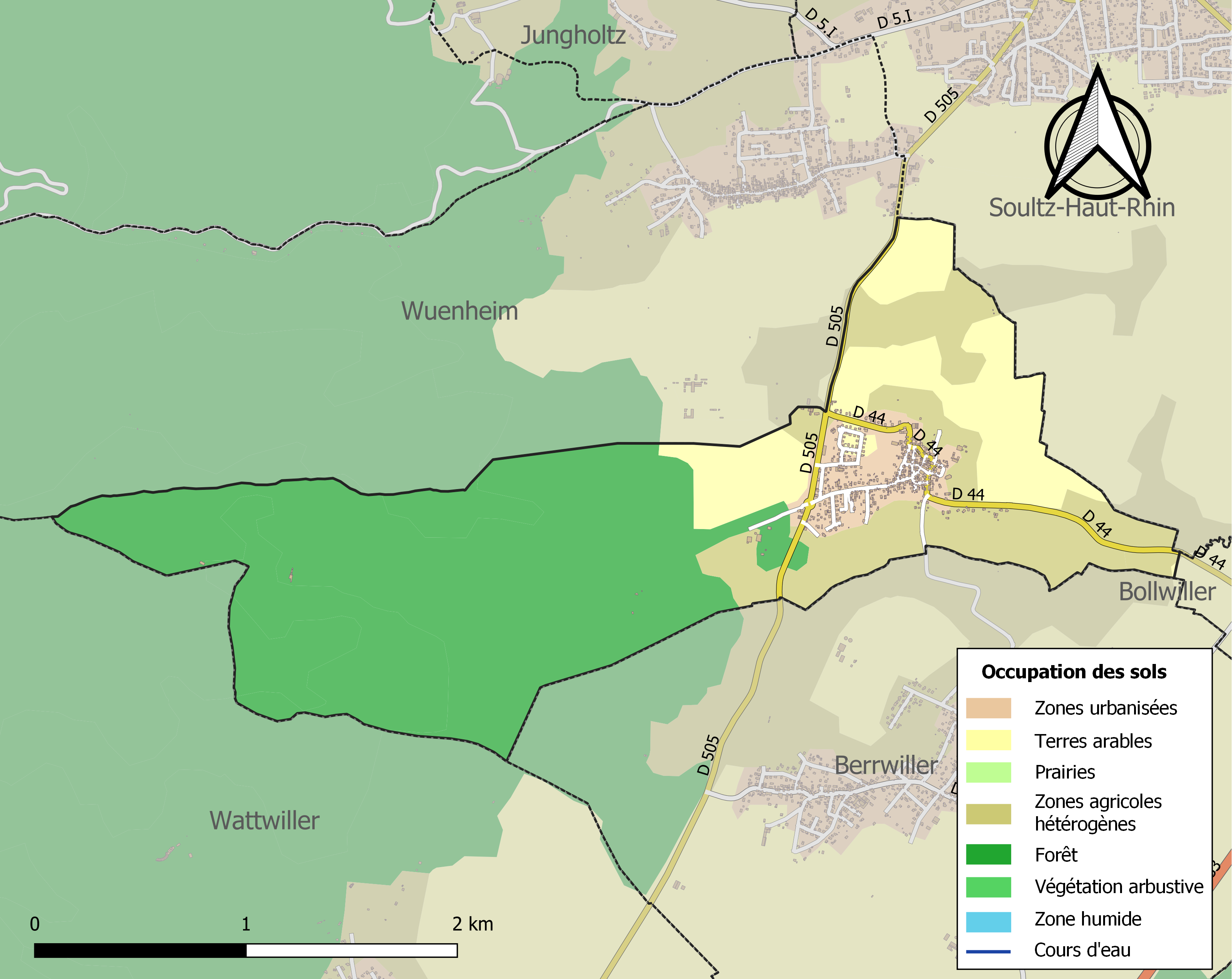
Carte des infrastructures et de l'occupation des sols de la commune en 2018 (CLC).

## Histoire
Le village fut mentionné pour la première fois en 1187 sous le nom de Hadmanswilre, lorsque le pape Grégoire VIII confirma à l'abbaye de Lucelle des possessions dans le village. Acquise ensuite par l'abbaye de Murbach, puis par l'évêché de Strasbourg, Hartmannswiller devint « propriété » des Waldner pour 100 marcs en 1331. Ce n'est qu'en 1760 que les Waldner devinrent réellement propriétaires du village.
La guerre de Trente Ans (1618-1648) a, comme souvent en Alsace, dépeuplé et ruiné le village.
En 1782, une épidémie de peste fait 82 victimes en quelques jours.
60 hommes du village meurent durant les guerres de la Révolution française et sous Napoléon Ier.
Durant la Première Guerre mondiale, Hartmannswiller, située à proximité du champ de bataille du Hartmannswillerkopf, fut presque entièrement détruite par l'artillerie.
La commune a été décorée le 2 novembre 1921 de la croix de guerre 1914-1918.

### Héraldique
| Blason d'Hartmannswiller | Les armes d'Hartmannswiller se blasonnent ainsi : « De gueules à trois fasces d'argent, un lion rampant de sable brochant sur le tout. » |

## Politique et administration

### Liste des maires
| Période                                  | Période    | Identité         | Étiquette | Qualité |
| ---------------------------------------- | ---------- | ---------------- | --------- | ------- |
| mars 2001                                | 2014       | Nicole Erny      |           |         |
| mars 2014                                | avril 2020 | Joseph Weissbart |           |         |
| mai 2020                                 | En cours   | François Wurtz   |           |         |
| Les données manquantes sont à compléter. |            |                  |           |         |

### Budget et fiscalité 2015
En 2015, le budget de la commune était constitué ainsi :
- total des produits de fonctionnement : 414 000 €, soit 617 € par habitant ;
- total des charges de fonctionnement : 361 000 €, soit 538 € par habitant ;
- total des ressources d'investissement : 71 000 €, soit 106 € par habitant ;
- total des emplois d'investissement : 145 000 €, soit 216 € par habitant ;
- endettement : 190 000 €, soit 282 € par habitant.

Avec les taux de fiscalité suivants :
- taxe d'habitation : 9,61 % ;
- taxe foncière sur les propriétés bâties : 9,92 % ;
- taxe foncière sur les propriétés non bâties : 99,64 % ;
- taxe additionnelle à la taxe foncière sur les propriétés non bâties : 0,00 % ;
- cotisation foncière des entreprises : 0,00 %.

## Démographie
L'évolution du nombre d'habitants est connue à travers les recensements de la population effectués dans la commune depuis 1793. Pour les communes de moins de 10 000 habitants, une enquête de recensement portant sur toute la population est réalisée tous les cinq ans, les populations de référence des années intermédiaires étant quant à elles estimées par interpolation ou extrapolation. Pour la commune, le premier recensement exhaustif entrant dans le cadre du nouveau dispositif a été réalisé en 2004.

En 2022, la commune comptait 666 habitants, en évolution de +4,39 % par rapport à 2016 (Haut-Rhin : +0,66 %, France hors Mayotte : +2,11 %).
| 1793 | 1800 | 1806 | 1821 | 1831  | 1836  | 1841  | 1846  | 1851 |
| ---- | ---- | ---- | ---- | ----- | ----- | ----- | ----- | ---- |
| 735  | 800  | 848  | 947  | 1 174 | 1 022 | 1 013 | 1 080 | 961  |

| 1856 | 1861 | 1866 | 1871 | 1875 | 1880 | 1885 | 1890 | 1895 |
| ---- | ---- | ---- | ---- | ---- | ---- | ---- | ---- | ---- |
| 848  | 898  | 924  | 889  | 806  | 760  | 705  | 638  | 611  |

| 1900 | 1905 | 1910 | 1921 | 1926 | 1931 | 1936 | 1946 | 1954 |
| ---- | ---- | ---- | ---- | ---- | ---- | ---- | ---- | ---- |
| 648  | 624  | 556  | 372  | 445  | 431  | 394  | 384  | 391  |

| 1962 | 1968 | 1975 | 1982 | 1990 | 1999 | 2004 | 2006 | 2009 |
| ---- | ---- | ---- | ---- | ---- | ---- | ---- | ---- | ---- |
| 387  | 395  | 427  | 466  | 503  | 523  | 646  | 663  | 656  |

| 2014 | 2019 | 2022 | - | - | - | - | - | - |
| ---- | ---- | ---- | - | - | - | - | - | - |
| 649  | 637  | 666  | - | - | - | - | - | - |

## Lieux et monuments
- Villa romaine[23].
- Église fortifiée du XVe siècle[24] et son orgue[25].

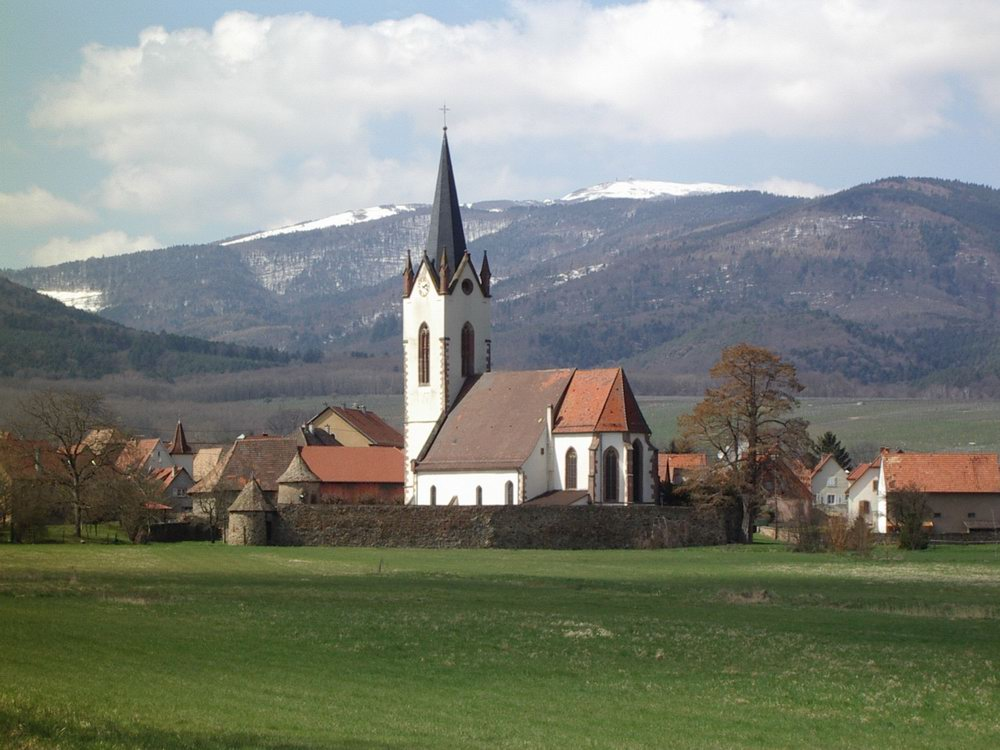
Hartmannswiller, l'église fortifiée du XV.

- Le cimetière fortifié est, avec celui de Hunawihr, le mieux conservé en Alsace[26],[27].
- Champ de bataille de l'Hartmannswillerkopf dans la forêt communale (également sur communes de Soultz-Haut-Rhin, Uffholtz, Wattwiller et Wuenheim)[28],[29].
- Monuments commémoratifs[30],[31].
- Le château de Hartmannswiller : il s'agit certainement du siège de la famille dont le village porte le nom (Johannes de Arthmannswihr et Hugo Dictus Medar de Harmanswihr). Tourelle d'escaliers, murs aux chaînes d'angle à bossages, tour d'angle à meurtrière sont encore visibles.
- Croix monumentales[32].

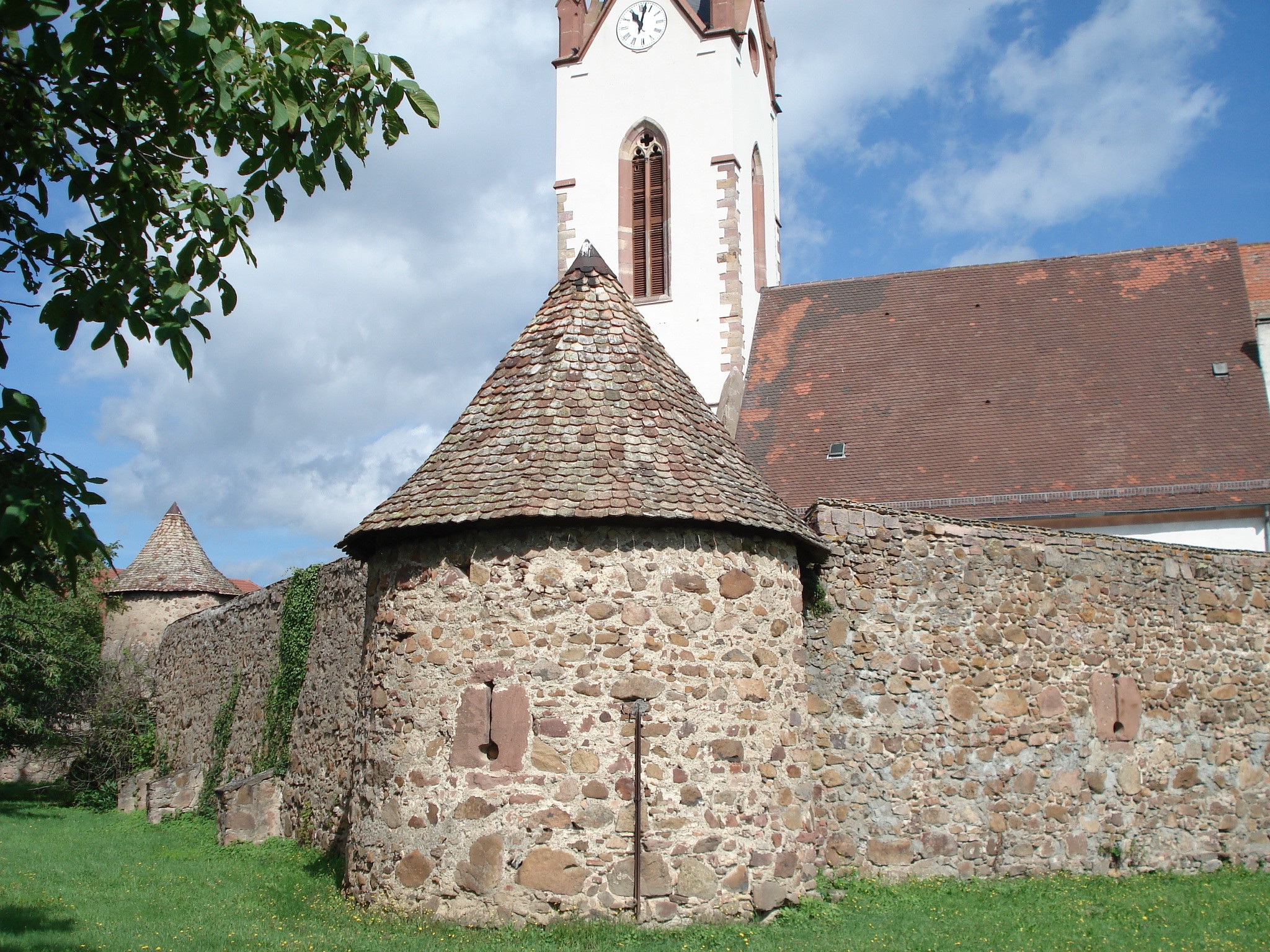
Vue rapprochée du mur d'enceinte.
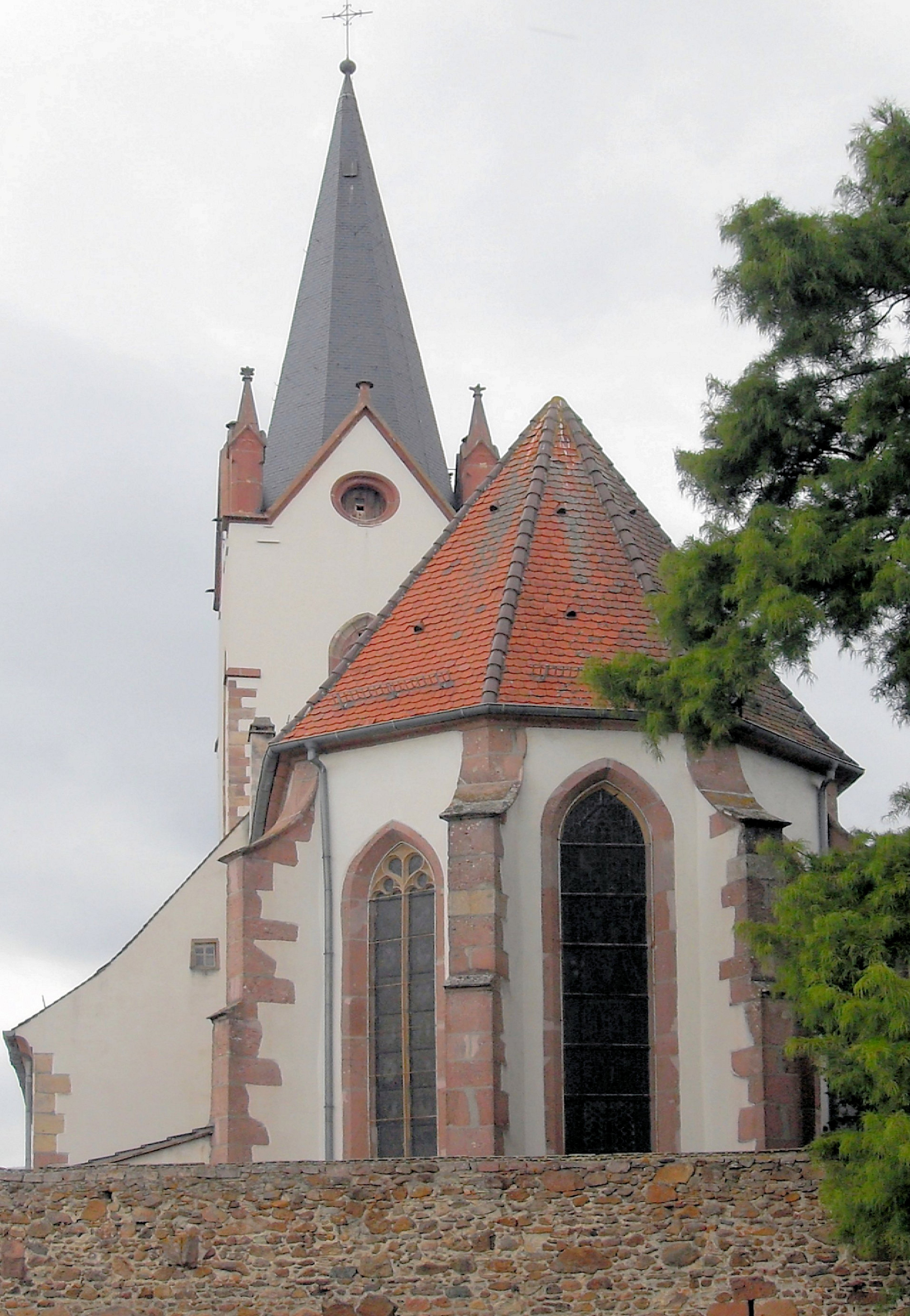
L'église, côté est.
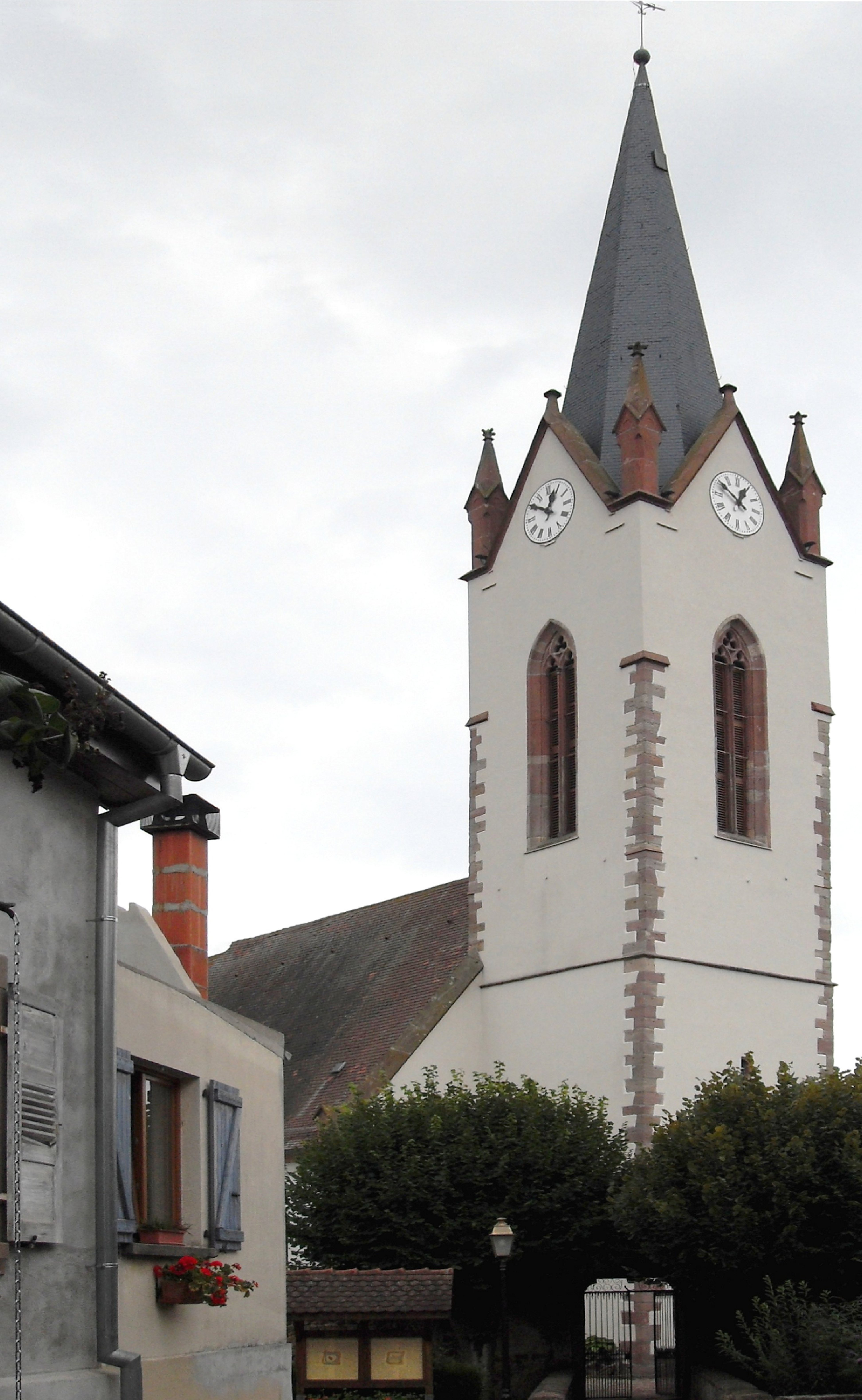
L'église, côté ouest.
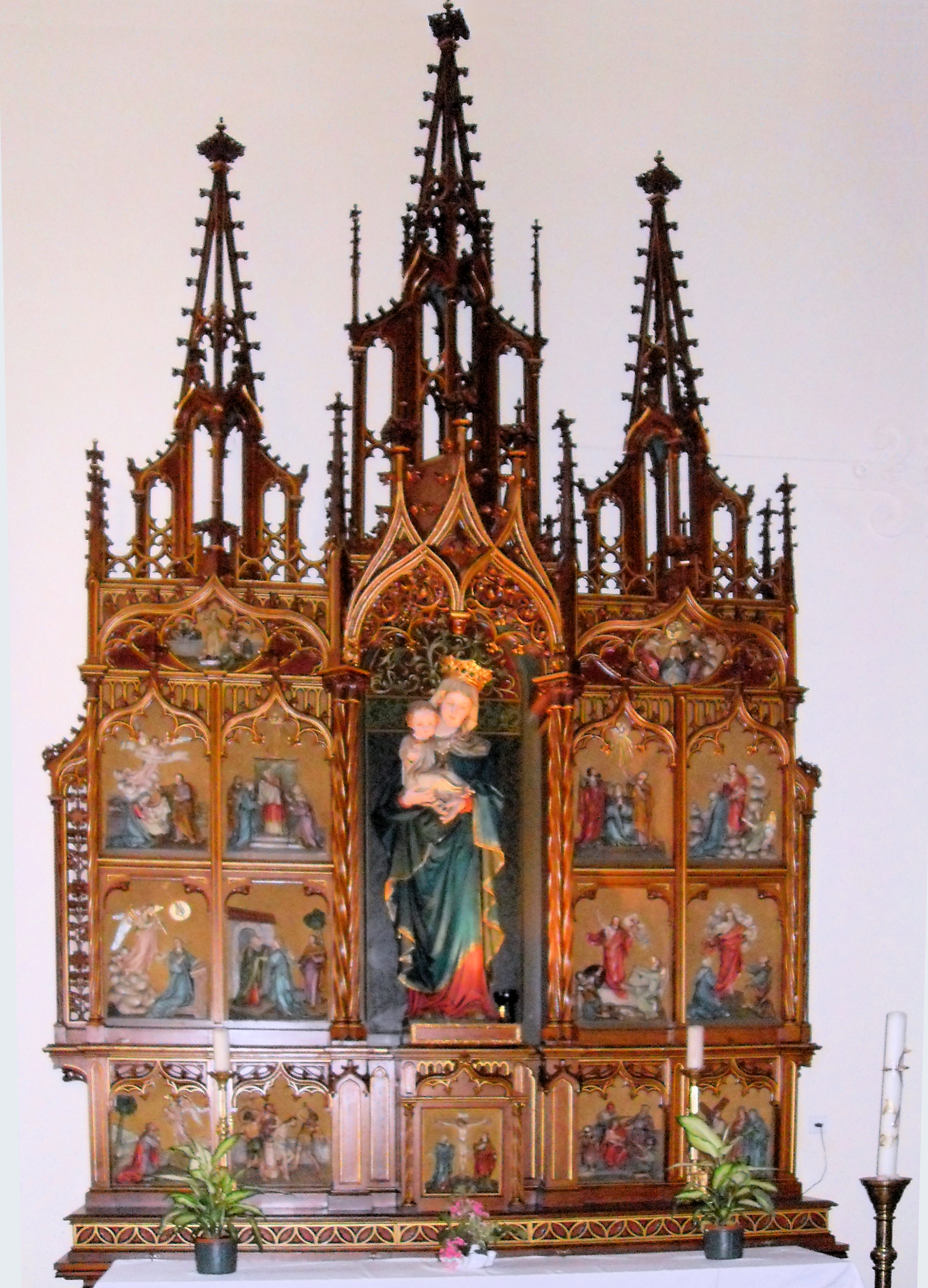
L'autel latéral d'église.

## Personnalités liées à la commune
- Auguste Lustig, poète et dramaturge né à Hartmannswiller en 1840.